# Paul Kornfeld
Paul Kornfeld (11. prosince 1889, Praha – 25. dubna 1942, Lodžské ghetto) byl německý spisovatel a dramaturg původem z Prahy. Svou tvorbou je tak často řazen k širšímu okruhu autorů tzv. pražské německé literatury. Byl významným představitelem tzv. expresionistického divadla.

## Život
Paul Kornfeld se narodil na Novém Městě Pražském v domě V Jámě, čp. 1671, poblíž Václavského náměstí. Pocházel z židovské rodiny. Mezi jeho předky figuruje i několik rabínů a židovských učenců, např. jeho praděd Aron Kornfeld (1795–1881) vedl poslední ješivu v Čechách, a to až do jejího zavření. Kornfeldův otec Moriz Kornfeld (1852–1934) vlastnil v Praze přádelnu a barvírnu, platil však též za znalce filozofických a náboženských textů.
31. října 1941 byl Kornfeld z Prahy deportován transportem D do lodžského ghetta, kde na jaře následujícího roku zemřel na tyfus[nepřesný odkaz].
V Pinkasově synagoze nese jedna z pamětních tabulí jeho jméno.

## Dílo
- Die Verführung (vyšlo v překladu: Svedení[8]). Tragödie in fünf Akten. Fischer, Berlin 1916.
- Legende. Fischer, Berlin 1917.
- Himmel und Hölle. Tragödie in fünf Akten und einem Epilog. Fischer, Berlin 1919.
- Der ewige Traum. Komödie. Rowohlt, Berlin 1922.
- Palme oder Der Gekränkte. Eine Komödie in fünf Akten. Rowohlt, Berlin 1924.
- Jud Süss. Tragödie in drei Akten und einem Epilog. Světová premiéra: 7. října 1930 v divadle Theater am Schiffbauerdamm v Berlíně, scénář vyšel v nakladatelství Rowohlt Theater Verlag, Reinbek.
- Kilian oder die gelbe Rose. Komödie (text z roku 1926). Rowohlt, Hamburg ca 1950.
- Blanche oder das Atelier im Garten. Roman. Rowohlt, Hamburg 1957. Nové vydání r. 1980 ISBN 3499125374
- Revolution mit Flötenmusik und andere kritische Prosa 1916–1932. Sest. a okoment. Manon Maren-Grisebach. Schneider, Heidelberg 1977.